# 해남 노송사 소장 고문서
해남 노송사 소장 고문서(海南 老松祠 所藏 古文書)는 대한민국 전라남도 해남군 산이면 노송사에 있는 조선시대의 고문서이다. 2017년 7월 27일 전라남도의 문화재자료 제282호로 지정되었다.

## 개요
조선후기 문관인 김재일(金載一)과 김낙일(金洛一) 등이 관직과 일상생활을 하면서 축적해둔 문서로 16세기 말부터 20세기에 이르기까지 내용이 다양하고 방대(고문서 228건, 성책문서 58책)하여 체계적인 보존관리가 필요하다.
조선후기의 제도사와 지역사회를 이해하는 연구 자료로 활용이 가능하고, 특히 언전(堰田)과 역참(驛站) 관련 문서는 흔히 볼 수 없는 희귀 자료로서 역사적, 학술적 가치 있다.

## 참고 문헌
- 해남 노송사 소장 고문서 - 국가유산청 국가유산포털